# OKm11
OKm11 – polskie oznaczenie na PKP austro-węgierskiego parowozu tendrzaka osobowego serii kkStB 629, o układzie osi 2'C1', z silnikiem bliźniaczym na parę przegrzaną. W latach 1913–1928 zbudowano dla kolei austriackich 95 tych lokomotyw oraz 10 dla PKP. W okresie międzywojennym były również produkowane w Czechosłowacji jako seria 354.1.

## Historia
Parowozy austriackiej serii 629 o układzie osi 2'C1' (Pacific) powstały w celu uzyskania bardziej wydajnej od serii 229 lokomotywy. Nowa konstrukcja była rozwinięciem serii 229, lecz zwiększono w niej o 35% powierzchnię ogrzewalną kotła i wyposażono ją w przegrzewacz, zastępując silnik sprzężony silnikiem bliźniaczym. Wydłużony kocioł wymagał zamiany przedniej osi tocznej przez dwuosiowy wózek. Pierwsze 15 lokomotyw zostało zbudowanych w latach 1913–1915 przez fabryki StEG i Wiener Neustädter Lokomotivfabrik dla austriackiej Kolei Południowej (Südbahn), na której otrzymały numery serii od 629.01 do 629.15.
W latach 1917–1918 fabryka StEG wyprodukowała 25 lokomotyw tej serii dla austriackich Cesarsko-Królewskich Kolei Państwowych (kkStB). Otrzymały one numery kkStB od 629.01 do 629.25.
Po I wojnie światowej na Koleje Austriackie (BBÖ) przeszło 10 lokomotyw z kolei kkStB i wszystkie 15 z kolei Südbahn, które otrzymały nowe numery serii 629.1, od 629.101 do 115. Dalsze 55 lokomotyw wyprodukowały dla BBÖ fabryki StEG i Krauss w Linzu już po wojnie, w latach 1920–1927. Otrzymały one na kolei numery od 629.26 do 629.40 (produkcji StEG) i od 629.41 do 629.80 (produkcji Krauss). Łącznie więc zbudowano w Austrii 95 lokomotyw tej serii, z tego 15 pierwotnie dla Kolei Południowej.
Po anschlussie Austrii lokomotywy te zostały wcielone do Kolei Niemieckich (DRG) jako seria 77² (77.2), otrzymując numery z zakresu 77 201 do 77 280. Po II wojnie światowej powróciły na Koleje Austriackie (ÖBB), jako seria 77, przy tym część z nich przenumerowano.
Służbę w Austrii zakończyły w 1975 roku.

## Produkcja i służba w Czechosłowacji
Po I wojnie światowej produkcję lokomotyw serii 629 według dokumentacji austriackiej podjęły także zakłady czechosłowackie. Łącznie z 15 lokomotywami oryginalnymi, przejętymi z kolei kkStB (późniejsze numery 354.121 do 135) zostały one oznaczone jako seria 354.1. Stopniowo ulepszane, były one produkowane przez cały okres międzywojenny. W 1921 roku zakłady Škoda w Pilźnie zbudowały pierwsze 10 lokomotyw oznaczonych jako typ fabryczny 3 Lo 1, które otrzymały początkowo numery od 629.21 do 629.30, a następnie według nowego czechosłowackiego systemu numery 354.136 do 145. W latach 1922–1923 zbudowano 20 dalszych lokomotyw oznaczonych jako typ 3 Lo 2 (numery 354.101 do 120). Od 1925 roku lokomotywy te produkowały oprócz Škody w mniejszej ilości także zakłady ČKD i Breitfeld-Danek. Łącznie w okresie międzywojennym, w latach 1922–1938 zbudowano 204 lokomotywy o numerach inwentarzowych od 1 (354.101) do 20 (354.120) i od 36 (354.136) do 219 (354.1219). Oznaczenia fabryczne Škody doszły do 3 Lo 13.
Wszystkie lokomotywy czechosłowackie przedwojennej budowy miały w odróżnieniu od austriackich dwa zbieralniki pary na kotle, połączone poziomą rurą, pełniącą rolę osuszacza pary. Z ważniejszych zmian, od numeru 354.146 z 1924 r. zwiększono powierzchnię przegrzewacza do 46,53 m² (według czeskiego sposobu obliczania) kosztem zmniejszenia powierzchni ogrzewalnej kotła oraz przedłużono dymnicę, zastępując dwuskrzydłowe drzwi przez okrągłe oraz instalując w niej siatkę odiskierną zamiast odiskiernika na kominie. W kolejnych seriach następowały dalsze kilkakrotne zmiany przegrzewacza i ilości płomienic i płomieniówek w kotle. W serii 5 sztuk od numeru 354.1169 z 1931 roku zastosowano rozrząd zaworowy Lentza (po 1945 roku zamieniany na klasyczny suwakowy).

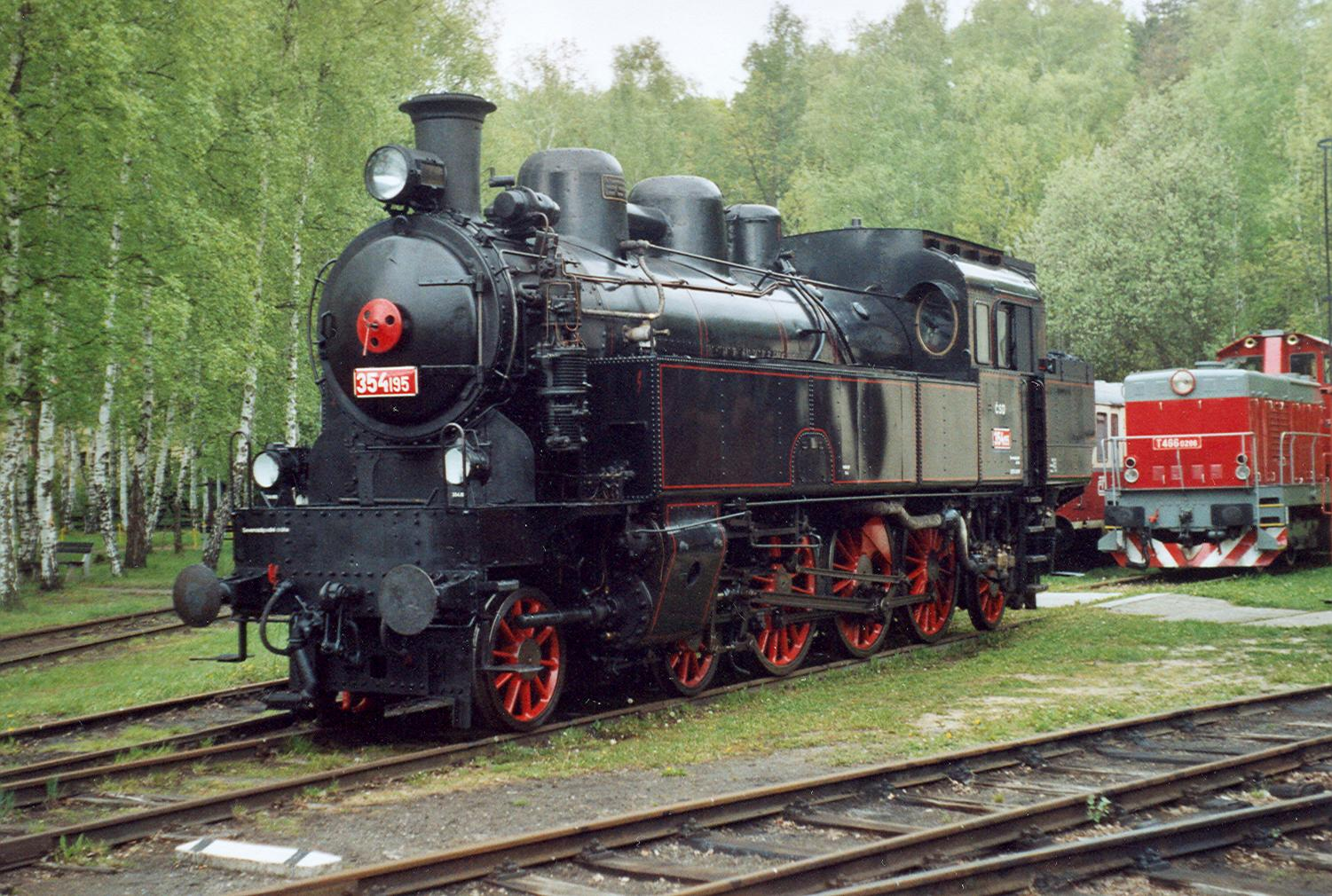
Czechosłowacka lokomotywa 354.195 z 1926 r.

W 1938 roku 49 lokomotyw zostało przejętych przez koleje niemieckie, jako seria 77³ (z tego, 6 wynajęto później kolejom czeskim). Podczas okupacji niemieckiej w latach 1940–1941 zbudowano jeszcze dla kolei czeskich i słowackich lokomotywy o numerach od 220 (354.1220) do 234 (354.1234), typów 47 Lo 1 i 2. Wyróżniały się one posiadaniem wyższego kotła (oś na wysokości 3050 mm) z pojedynczym tylko zbieralnikiem pary oraz posiadaniem wiatrownic z przodu skrzyń wodnych, poprawiających dodatkowo sylwetkę lokomotywy. Zastosowano w nich ponadto suwaki Trofimowa. Po II wojnie światowej większość lokomotyw serii 354.1 powróciła na koleje czechosłowackie, ponadto trafiły tam jeszcze dwie lokomotywy austriackie, które otrzymały numery 354.1235 i 1236. Na kolejach czechosłowackich lokomotywy tej serii służbę zakończyły w 1978 roku.

## Służba w Polsce
W służbie PKP II Rzeczypospolitej znalazło się 10 takich maszyn wyprodukowanych dla PKP w 1922. Wykorzystywano je do prowadzenia pociągów osobowych w Galicji. W czasie kampanii wrześniowej w ręce Rosjan mogło wpaść około 7 maszyn OKm11. Egzemplarze zdobyte przez Niemców w 1939 i po 1941 w ZSRR przemianowano na serię Deutsche Reichsbahn Baureihe 77².
Rewindykowane po zakończeniu II wojny światowej 5 parowozów OKm11 zakończyło służbę w PKP w 1954 roku.

## Opis
Tendrzak osobowy o układzie osi 2'C1', z silnikiem bliźniaczym na parę przegrzaną. Oś kotła była na wysokości 2905 mm. Kocioł miał 129 płomieniówek i 21 płomienic. Powierzchnia ogrzewalna kotła (w Polsce liczona od strony spalin) wynosiła według polskich źródeł 131,6 m², a liczona od strony wody – 142,7 m², w tym 130,5 m² powierzchni rur ogniowych. Kocioł miał przegrzewacz płomienicowy Schmidta o powierzchni 36,8 m² według polskich źródeł lub 29,1 m² według czeskich/austriackich. Po bokach kotła były skrzynie wodne o pojemności 10,5 m³, z tyłu budki skrzynia węglowa o pojemności 3,9 t.
Rozstaw osi skrajnych wynosił 9590 mm, z czego rozstaw między osiami wiązanymi po 1800 mm, między osiami wózka tocznego 2440 mm, między drugą osią toczną a pierwszą wiązaną 1700 mm i między ostatnią osią wiązaną a osią tylną – 1850 mm. Wózek toczny był zawieszony na sworzniu o przesuwie bocznym 35 mm. Z tyłu znajdowała się oś Adamsa bez nastawiacza powrotnego, o przesuwie bocznym 45 mm.
Parowóz miał silnik bliźniaczy o średnicy cylindrów 475 mm i skoku tłoka 720 mm, z wewnętrznym dolotem pary i rozrządem Heusingera. Podczas prób była osiągana prędkość maksymalna 100 km/h, lecz z uwagi na grzanie się łożysk ograniczono ją do 85 km/h, później 90 km/h.
Parowóz był udaną konstrukcją, mógł ciągnąć pociąg o masie 400 t na torze poziomym z prędkością 90 km/h, a na wzniesieniu 8‰ z prędkością 40 km/h.